# Caerostris kuntneri
Espèce
Caerostris kuntneri est une espèce d'araignées aranéomorphes de la famille des Araneidae.

## Distribution
Cette espèce est endémique de Madagascar. Elle se rencontre dans le parc national d'Andasibe-Mantadia, la réserve spéciale d'Analamazoatra et le parc national de Marojejy.

## Description
La femelle holotype mesure 26,21 mm et le mâle paratype 5,15 mm

## Systématique et taxinomie
Cette espèce a été décrite par Gregorič et Yu en 2025.

## Étymologie
Cette espèce est nommée en l'honneur de Matjaž Kuntner.

## Publication originale
- Gregorič, Yu, Rojas Velez & Garb, 2025 : « Caerostris (Araneidae: Araneae) cryptic diversity highlights the need for taxonomic expertise in the genomic era. » European Journal of Taxonomy, vol. 989, p. 1-23 (texte intégral).